# Бурдон
Бурдон (фр. Bourdon) насеље је и општина у североисточној Француској у региону Пикардија, у департману Сома која припада префектури Амјен.
По подацима из 2011. године у општини је живело 386 становника, а густина насељености је износила 55,38 становника/km². Општина се простире на површини од 6,97 km². Налази се на средњој надморској висини од 24 метара (максималној 78 m, а минималној 8 m).

## Демографија
| 1962. | 1968. | 1975. | 1982. | 1990. | 1999. | 2011. |
| ----- | ----- | ----- | ----- | ----- | ----- | ----- |
| 244   | 259   | 274   | 294   | 337   | 373   | 386   |

График промене броја становника у току последњих година